# O mamă pentru Lily
O mamă pentru Lily (titlu original: Just in Time) este un film american de comedie romantică din 1997 regizat de Shawn Levy după un scenariu de Eric Tuchman. Rolurile principale au fost interpretate de actorii Mark Moses, Rebecca Chambers și Brittany Alyse Smith. Acesta a fost primul lungmetraj regizat de Levy, care a regizat apoi filme ca Pantera Roz (2006), O noapte la muzeu (2006) sau Întâlnire cu surprize (2010).

## Distribuție
- Mark Moses - Michael Bedford
- Rebecca Chambers - Faith Zacarelli
- Jane Sibbett - Brenda Hyatt
- Steven Eckholdt - Jake Bedford
- Brittany Alyse Smith - Lily Bedford
- Micole Mercurio - Dotty Zacarelli
- Scott Ditty - Richie
- Rosalind Soulam - Roberta
- Frank Gerrish - Big Frank
- Dennis Saylor - Jerry
- Micaela Nelligan - Mrs. Thaler
- Jeff Olson - Hal Pipkin
- Shawn Levy - Photographer